# بیمارستان آراد تهران
بیمارستان آراد بیمارستانی خصوصی-درمانی در شهر تهران و در خیابان سمیه (خیابان ثریای سابق) است که در اردیبهشت‌ماه سال ۱۳۵۳ گشایش یافته و هم‌اکنون جزو بیمارستان‌های در حال کاربری ۲۴ساعته است.

## تاریخچه
این بیمارستان در منطقهٔ ۷ شهرداری شهر تهران واقع شده و در سال ۱۳۵۲ با ظرفیت ۱۴۰ تخت ثابت برپا شد و در حال حاضر ۲۰۰ تخت دارد. تخصص‌های این بیمارستان شامل داخلی، جراحی، زنان و زایمان، اورولوژی، جراحی مغز و اعصاب، چشم‌پزشکی، قلب، بخش مراقبت‌های ویژه و مراقبت‌های ویژه پزشکی است.